# イノ (小惑星)
イノ (173 Ino) は、小惑星帯に位置する大きなC型小惑星である。
1877年8月1日にフランスの天文学者、アルフォンス・ルイ・ニコラ・ボレリーが発見し、ギリシア神話に登場するテーバイの王女イノから命名された。